# Anthony Ampaipitakwong
Anthony Ampaipitakwong (in lingua thailandese: แอนโธนี่ อําไพพิทักษ์วงศ์; Carrollton, 14 giugno 1988) è un ex calciatore statunitense naturalizzato thailandese, di ruolo centrocampista.

## Carriera

### Club
Ha giocato nella massima serie statunitense e in quella thailandese.

### Nazionale
Dopo aver collezionato quattro partite e una rete con la nazionale statunitense Under-17 nel 2004, nel 2013 ha giocato due partite con la nazionale maggiore thailandese.

## Statistiche

### Cronologia presenze e reti in nazionale
| Cronologia completa delle presenze e delle reti in nazionale ― Thailandia | Cronologia completa delle presenze e delle reti in nazionale ― Thailandia | Cronologia completa delle presenze e delle reti in nazionale ― Thailandia | Cronologia completa delle presenze e delle reti in nazionale ― Thailandia | Cronologia completa delle presenze e delle reti in nazionale ― Thailandia | Cronologia completa delle presenze e delle reti in nazionale ― Thailandia | Cronologia completa delle presenze e delle reti in nazionale ― Thailandia | Cronologia completa delle presenze e delle reti in nazionale ― Thailandia |
| Data                                                                      | Città                                                                     | In casa                                                                   | Risultato                                                                 | Ospiti                                                                    | Competizione                                                              | Reti                                                                      | Note                                                                      |
| ------------------------------------------------------------------------- | ------------------------------------------------------------------------- | ------------------------------------------------------------------------- | ------------------------------------------------------------------------- | ------------------------------------------------------------------------- | ------------------------------------------------------------------------- | ------------------------------------------------------------------------- | ------------------------------------------------------------------------- |
| 17-3-2013                                                                 | Doha                                                                      | Qatar                                                                     | 1 – 0                                                                     | Thailandia                                                                | Amichevole                                                                | -                                                                         |                                                                           |
| 22-3-2013                                                                 | Beirut                                                                    | Libano                                                                    | 5 – 2                                                                     | Thailandia                                                                | Qual. Coppa d'Asia 2015                                                   | -                                                                         |                                                                           |
| Totale                                                                    |                                                                           | Presenze                                                                  | 2                                                                         |                                                                           | Reti                                                                      | 0                                                                         |                                                                           |